# Copa Chatham 2017
La Copa Chatham 2017 fue la 90.ª edición del torneo de fútbol más antiguo de Nueva Zelanda. Comenzó el 22 de abril y finalizó con el partido decisivo el 10 de septiembre.
128 equipos de las diversas ligas regionales del país se registraron, dos menos que la edición anterior. El Onehunga Sports obtuvo su primer título luego de vencer 6-5 en penales al Central United. La final había terminado 3-3.

## Segunda ronda
Para ver los resultados de la primera ronda y la fase clasificatoria véase Clasificación para la Copa Chatham 2017.
Disputada entre el 3 y el 5 de junio.
| Local                    | Resultado          | Visitante               |
| ------------------------ | ------------------ | ----------------------- |
| Waitakere City           | 4 - 3              | Manukau City            |
| Franklin United          | 0 - 0 (4 - 3 pen.) | Waikato Unicol          |
| Taupo                    | 0 - 4              | Western Springs         |
| Takapuna                 | 5 - 4 (t. e.)      | Oratia United           |
| Waitemata                | 0 - 7              | Central United          |
| Unimount Bohemian Celtic | 0 - 1              | Matamata Swifts         |
| Melville United          | 4 - 1              | Eastern Suburbs         |
| Lynn-Avon United         | 3 - 7              | East Coast Bays         |
| Ranui Swanson            | 0 - 2              | Three Kings United      |
| Manurewa                 | 0 - 1              | Hamilton Wanderers      |
| Ngongotaha               | 5 - 1              | Beachlands Maraetai     |
| Claudelands Rovers       | 1 - 5              | North Shore United      |
| Forrest Hill Milford     | 1 - 3              | Bay Olympic             |
| Onehunga Sports          | 6 - 1              | Tauranga City United    |
| Glenfield Rovers         | 0 - 4              | Birkenhead United       |
| Albany United            | 0 - 1              | Hibiscus Coast          |
| Western Suburbs          | 7 - 1              | Napier Marist           |
| Wellington United        | 2 - 4              | Miramar Rangers         |
| North Wellington         | 2 - 1              | New Plymouth Rangers    |
| Island Bay United        | 2 - 4              | Wairarapa United        |
| Stop Out                 | 5 - 1              | Palmerston North Marist |
| Napier City Rovers       | 2 - 1              | Wellington Olympic      |
| Upper Hutt City          | 1 - 3              | Tawa                    |
| Petone                   | 5 - 1              | Naenae                  |
| Nelson Suburbs           | 5 - 0              | Central Pirates         |
| Universities             | 0 - 5              | Coastal Spirit          |
| Cashmere Technical       | 8 - 0              | Parklands United        |
| Ferrymead Bays           | 0 - 0              | Nomads United           |
| Roslyn Wakari            | 0 - 1              | Queenstown Rovers       |
| Green Island             | 3 - 1              | Northern                |
| Dunedin Technical        | 6 - 0              | West End                |
| Caversham                | 4 - 0              | Universidad de Otago    |

## Tercera ronda
Jugada el 24 y 25 de junio.
| Local              | Resultado          | Visitante          |
| ------------------ | ------------------ | ------------------ |
| Takapuna           | 1 - 4              | Central United     |
| Three Kings United | 12 - 0             | Ngongotaha         |
| Melville United    | 7 - 1              | Franklin United    |
| Hibiscus Coast     | 1 - 5              | Onehunga Sports    |
| Hamilton Wanderers | 2 - 2 (2 - 4 pen.) | Bay Olympic        |
| East Coast Bays    | 1 - 3              | Birkenhead United  |
| Waitakere City     | 3 - 4              | Western Springs    |
| Matamata Swifts    | 0 - 2              | North Shore United |
| Miramar Rangers    | 3 - 0              | Tawa               |
| Stop Out           | 3 - 2              | North Wellington   |
| Petone             | 0 - 7              | Western Suburbs    |
| Napier City Rovers | 4 - 5              | Wairarapa United   |
| Cashmere Technical | 7 - 0              | Nomads United      |
| Dunedin Technical  | 2 - 3              | Queenstown Rovers  |
| Caversham          | 2 - 1              | Green Island       |
| Nelson Suburbs     | 1 - 0              | Coastal Spirit     |

## Cuarta ronda
Jugada el 15 de julio.
| Local              | Resultado | Visitante          |
| ------------------ | --------- | ------------------ |
| Three Kings United | 1 - 2     | Birkenhead United  |
| Onehunga Sports    | 1 - 0     | Melville United    |
| Western Springs    | 2 - 3     | Bay Olympic        |
| Central United     | 4 - 0     | North Shore United |
| Stop Out           | 1 - 5     | Western Suburbs    |
| Wairarapa United   | 2 - 1     | Miramar Rangers    |
| Cashmere Technical | 2 - 0     | Caversham          |
| Queenstown Rovers  | 1 - 6     | Nelson Suburbs     |

## Cuartos de final
| 5 de agosto de 2017 | Western Suburbs         | 1:2 (1:1) | Bay Olympic               | Endeavour Park, Porirua |  |
|                     | Parker-Price 41' (pen.) | Reporte   | Hindson 32' · Collett 57' |                         |  |

| 6 de agosto de 2017 | Nelson Suburbs | 0:3 (0:1) | Cashmere Technical                       | Saxton Field, Nelson |  |
|                     |                | Reporte   | Boys 29' · Ogilvie 87' · Matthysen 90+2' |                      |  |

| 6 de agosto de 2017 | Birkenhead United | 0:3 (0:1) | Onehunga Sports                                  | Shepherds Park, Auckland |  |
|                     |                   | Reporte   | Lovemore 45+2' · Milne 90+2' (pen.) · Vale 90+5' |                          |  |

| 6 de agosto de 2017 | Central United          | 2:0 (0:0) | Wairarapa United | Kiwitea Street, Auckland |  |
|                     | Lausev 84' · Tade 90+3' | Reporte   |                  |                          |  |

## Semifinales
| 26 de agosto de 2017 | Central United                                         | 5:0 (1:0) | Bay Olympic | Kiwitea Street, Auckland |  |
|                      | Machuca 30' 68' · Zambrano 61' · Tade 64' · Rogers 88' | Reporte   |             |                          |  |

| 27 de agosto de 2017 | Cashmere Technical | 0:3 (0:1) | Onehunga Sports                    | Garrick Park, Christchurch |  |
|                      |                    | Reporte   | Opperman 34' · Boss 57' · Mata 72' |                            |  |

## Final
| 10 de septiembre de 2017 | Central United                                     | 3:3 (0:1) (t. s.)(5:6 p.)  | Onehunga Sports                                     | Estadio North Harbour, Auckland |  |
|                          | Zambrano 20' · Ryder 71' 78'                       | Reporte                    | Lovemore 59' · Boss 72' 81'                         |                                 |  |
|                          |                                                    | Tiros desde el punto penal |                                                     |                                 |  |
|                          | Tade · Ilich · Berlanga · Drake · Dordevic · Riera |                            | Mata · Milne · Vale · Caunter · Haviland · Opperman |                                 |  |

| Bandera de Nueva Zelanda |
| Campeón Onehunga Sports  |
| 1.º título               |